# Enrique de Hohenstaufen

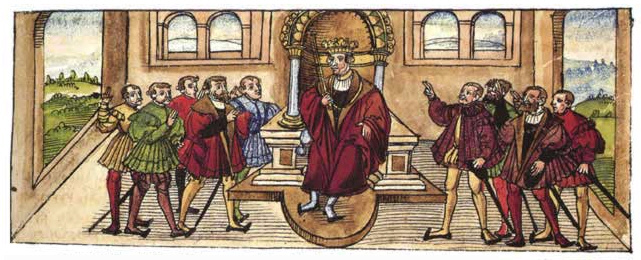
Enrique Hohenstaufen en Wurzburgo, 1234. Ilustración del

Enrique de Hohenstaufen (1211-12 de febrero (?) de 1242) fue Rey de Romanos, Rey de Sicilia y duque de Suabia. Era hijo del emperador Federico II y hermano mayor de Conrado IV de Alemania. 
Entre los gobernantes del Imperio Romano Germánico, Enrique es mencionado como Enrique (VII), ya que no ejerció como rey exclusivo, sino subordinado a su padre, y además se utiliza para no confundirlo con el emperador Enrique VII de la Casa de Luxemburgo.

## Vida

### Minoría de edad
Enrique fue el único hijo de Federico II y su primera esposa Constanza de Aragón.
Nació en Sicilia en 1211. Cuando Federico II pretendía la corona de Rey de Romanos, coronó a su hijo Enrique como Rey de Sicilia en febrero de 1212. En virtud de un acuerdo con el Papa Inocencio III se afirmó que los reinos de Alemania y Sicilia no tendrían el mismo gobernante. Sin embargo, a la muerte del Papa (1216), Federico reclamó a Enrique y asumió de nuevo el título real siciliano. 
En Alemania, Federico II enfeudó a su hijo Enrique con el ducado de Suabia, al extinguirse la familia Zähringer en 1219, y le invistió con el rectorado del Reino de Arlés, título que desapareció al ser elegido Enrique como Rey.
En abril de 1220, los príncipes alemanes eligieron a Enrique como Rey de Romanos y a cambio, Federico II renunció a los derechos reales (regalia) en favor de los príncipes eclesiásticos (Confoederatio cum principibus ecclesiasticis) y en contra de las ciudades. Sin embargo, el Papa Honorio III no reconoció la elección y le privó de sus derechos sobre el reino de Sicilia, para prevenir la unión de los reinos.
Cuando Federico II fue a Italia en 1220, Enrique fue puesto bajo la tutela de Engelberto I, arzobispo de Colonia, quien le coronó como Rey de Romanos en mayo de 1222 en Aquisgrán. Al morir Engelberto en 1225, las relaciones entre padre e hijo se empezaron a deteriorar, y el duque de Baviera, Luis I, se encargó de la tutela del Rey de Romanos.
En noviembre de 1225, se casó en Núremberg, por disposición de su padre, con Margarita, hija del duque de Austria Leopoldo VI. De esta unión nacieron dos hijos: Enrique y Federico.

### Mayoría de edad y rebelión
En 1228, Enrique entró en disputa con su tutor el duque Luis I de Baviera, sospechoso de conspirar contra el emperador Federico II, y al final de ese año Enrique asumió el gobierno por sí mismo. Su política favorable a las ciudades molestó a la nobleza, la cual le forzó a concederles en el Privilegio de Worms (mayo de 1231) unos privilegios en detrimento del poder real y en contra de las ciudades.
Las disposiciones de la Dieta de Rávena de 1231, en contra de las ciudades lombardas, provocó una nueva alianza entre ellas, vinculándose con el malestar en Alemania. Enrique, opuesto a los privilegios a favor de la nobleza, rehusó a aparecer en la Dieta. Sin embargo, en mayo de 1232, Enrique prestó obediencia a su padre en Cividale, prometiendo seguir la política del Emperador en favor de los príncipes y obedecer sus disposiciones, ya que su padre el Emperador dependía del apoyo de los príncipes en Alemania para continuar su política en Italia, con lo que confirmó el Privilegio de Worms en mayo de 1232 mediante el Statutum in favorem principum. Con posterioridad se llegó a una paz temporal con las ciudades lombardas en junio de 1233. Pero a su vuelta a Alemania, el Rey Enrique no mantuvo su palabra y se encargó de contradecir la voluntad del Emperador, publicó un manifiesto a los príncipes y se erigió en símbolo de la revuelta en Boppard en 1234.
Federico II reaccionó y proscribió a su hijo el 5 de julio de 1234. Enrique entonces pactó una alianza con las ciudades lombardas en diciembre. Abandonado por la mayor parte de sus seguidores, tuvo que rendirse a su padre el Emperador, el 2 de julio de 1235 en Wimpfen. Dos días después, Federico II y la nobleza juzgaron a Enrique en Worms y lo destronaron. Su hermano menor Conrado fue designado Duque de Suabia y elegido Rey de Romanos.
Federico II reaccionó al debilitamiento del poder real originado por la querella con su hijo. Así, en la Reunión Imperial (Reichsversammlung) en Maguncia el 25 de agosto de 1235, promulgó la Primera Ley de Paz del País (Landfriedensgesetz) y los aliados de Enrique fueron perdonados en la medida de lo posible.

### Reclusión y muerte
Enrique permaneció preso en varios sitios de Apulia, y este aislamiento puede haber sido provocado tanto por su salud como por su rebelión, ya que el análisis de su esqueleto en 1998-1999 mostró que sufría lepra en estado avanzado.
Enrique murió posiblemente el 12 de febrero de 1242 en Martirano a consecuencia de una caída de su caballo cuando estaba siendo trasladado a otro castillo. Su padre le dio sepultura con honores reales en la catedral de Cosenza.
Enrique dejó dos hijos, que fueron privados de los derechos de sucesión como su padre. El primogénito Enrique murió en 1242; y al segundo, Federico, su abuelo el emperador Federico II le confió en su testamento el Ducado de Austria y el Marquesado de Estiria, pero nunca asumió el gobierno de estas tierras y murió pocos años más tarde (ca. 1251/1252) soltero y sin descendencia.